# Мейнхардт, Герек
Герек Мейнхардт (англ. Gerek Meinhardt, р.27 июля 1990) — американский фехтовальщик, бронзовый призёр Олимпийских игр 2016 года в командной рапире, чемпион мира, призёр чемпионатов мира, пятикратный победитель Панамериканских игр.

## Биография
Родился в 1990 году в Сан-Франциско. Фехтованием занялся с 9 лет, в 2007 году стал самым молодым чемпионом США в фехтовании на рапирах.
В 2007 году стал чемпионом Панамериканских игр. В 2008 году принял участие в Олимпийских играх в Пекине, но стал лишь 10-м в личном первенстве. В 2010 году стал бронзовым призёром чемпионата мира. В 2011 году завоевал две золотые медали Панамериканских игр. В 2012 году принял участие в Олимпийских играх в Лондоне, где американская команда рапиристов стала 4-й. В 2013 году стал серебряным призёром чемпионата мира. На чемпионате мира 2015 года завоевал бронзовую медаль. В 2017 и 2018 годах становился вице-чемпионом мира в командных соревнованиях. В 2019 году Герек помог своей сборной завоевать первую в истории США золотую медаль чемпионата мира в командной рапире.

## Личная жизнь
- Женат на американской фехтовальщице Ли Кифер[1].